# Robert Acquafresca
Robert Acquafresca (Torino, 11 settembre 1987) è un ex calciatore italiano, di ruolo attaccante.

## Biografia
Nato a Torino e cresciuto ad Alpignano, è figlio di padre pugliese e di madre polacca.

## Caratteristiche tecniche
Centravanti abile nel gioco aereo.

## Carriera

### Club

#### Inizi
Muove i primi passi su un campo da calcio presso le giovanili della squadra locale di Alpignano, nell'allora provincia di Torino. All'età di dieci anni entra a far parte del settore giovanile del Torino, collezionando quattordici presenze e due gol nel Campionato Primavera 2004-2005. Nel corso dell'estate 2005 si svincola, insieme a tutti gli altri giocatori della rosa, in seguito alla mancata iscrizione in campionato della società granata, con conseguente vanificazione della promozione conquistata sul campo.

#### Inter e Treviso
Successivamente si trasferisce a parametro zero all'Inter, che lo cede in comproprietà al Treviso, società neopromossa in Serie A. Esordisce in Serie A l'11 settembre 2005, giorno del suo diciottesimo compleanno, in Treviso-Livorno (0-1). Nella stagione 2005-2006 colleziona 8 presenze nella massima serie. Nella stagione seguente, in Serie B, conquista il posto da titolare mettendo a segno 11 reti in 35 presenze. Il 20 gennaio 2007 realizza la prima tripletta della sua carriera in Treviso-Spezia (3-0).

#### Cagliari
Nell'estate del 2007 l'Inter ne riacquista l'intera proprietà, cedendolo poi in comproprietà al Cagliari. Nella prima partita da titolare, in Cagliari-Siena (2-1) di Coppa Italia, segna i due gol che permettono alla squadra sarda di qualificarsi agli ottavi di finale. Il 26 settembre 2007, a 20 anni, segna il suo primo gol in Serie A, in Lazio-Cagliari (3-1). In Cagliari-Milan (1-2), nella partita che segna il ritorno in panchina di Nedo Sonetti, realizza il gol che porta in vantaggio i sardi a una manciata di minuti dal fischio d'inizio. Con l'arrivo del tecnico Davide Ballardini torna a giocare con maggiore continuità, realizzando 11 gol in 32 presenze, decisivi nel girone di ritorno che porterà il Cagliari alla salvezza. A fine stagione l'Inter lo riscatta per 5 milioni ma lo lascia in prestito al Cagliari per un altro anno. Nella stagione 2008-2009 conferma la sua buona vena realizzativa (da segnalare i due gol entrambi decisivi per una vittoria e un pareggio proprio contro l'Inter), contribuendo alla buona stagione del Cagliari guidato dall'esordiente Massimiliano Allegri.

#### Genoa e Atalanta
Il 29 giugno 2009 l'Inter, proprietaria del cartellino, ufficializza di aver ceduto il giocatore a titolo definitivo al Genoa, come una delle contropartite tecniche dell'affare che ha portato ai nerazzurri Diego Milito e Thiago Motta. Due giorni dopo la stessa società genovese annuncia di averlo girato in prestito all'Atalanta. Comincia la stagione da titolare, procurandosi poi un infortunio muscolare in allenamento che lo tiene lontano dai campi per un mese. Smaltito l'infortunio, rientra da titolare contro il Siena, realizzando il primo gol in campionato con la maglia neroazzurra, trasformando il calcio di rigore da lui stesso procurato. Il 29 gennaio 2010 viene ufficializzato il suo ritorno al Genoa che a sua volta cede Hernán Crespo al Parma.. Segna i suoi primi gol con la maglia rossoblù il 20 febbraio 2010 realizzando una doppietta nella partita vinta 3-0 con l'Udinese.

#### Il ritorno in prestito al Cagliari
Il 18 agosto 2010 è ufficializzato il suo ritorno al Cagliari in prestito con diritto di riscatto. L'11 settembre mette a segno la sua prima rete della stagione 2010-2011, nella partita Cagliari-Roma, terminata 5-1 in favore dei sardi, per poi andare a segno il 27 ottobre nel terzo turno di Coppa Italia contro il Piacenza nella partita vinta 3-0. In campionato tornerà al gol solo alla diciannovesima giornata, segnando una doppietta nella vittoria esterna per 2-1 sul Parma. La cessione di Alessandro Matri gli permette di trovare più spazio, e va a segno in seguito contro Juventus (sconfitta per 3-1), Napoli (sconfitta per 2-1), Genoa (vittoria per 1-0) e Lecce (pareggio per 3-3, con una doppietta). Termina la stagione con 39 presenze (37 in campionato, 2 in Coppa Italia) e 9 gol (8 in campionato e uno in Coppa Italia). Il Cagliari non lo riscatta e torna così al Genoa. Con 32 reti in Serie A, è al settimo posto nella classifica dei migliori marcatori di sempre in massima serie del Cagliari.

#### Bologna
Dopo aver fatto nuovamente ritorno al Genoa dal Cagliari al termine della stagione 2010-2011, il 19 luglio 2011 il giocatore viene ceduto al Bologna a titolo temporaneo con diritto di riscatto sulla metà del cartellino. Il 16 ottobre 2011 trova la prima rete con la maglia dei felsinei in Novara-Bologna (0-2). Il secondo gol arriva alla nona giornata nella trasferta a Verona contro il Chievo il 26 ottobre, segnando il decisivo 1-0. Il terzo gol, sempre in trasferta, a Napoli, finita 1-1, il 16 gennaio nel posticipo della diciottesima giornata regalando il momentaneo vantaggio ai rossoblù. Il quarto gol arriva nell'anticipo della ventiquattresima giornata a Milano contro l'Inter nel quale l'attaccante segna il definitivo 3-0 per il Bologna, subentrando a Marco Di Vaio (quest'ultimo autore di una doppietta nel giro di un minuto). Alla ventiseiesima giornata arriva la tanto attesa rete al Dall'Ara contro il Novara, regalando la vittoria all'85º ai felsinei e omaggiando così il grande cantautore bolognese Lucio Dalla scomparso pochi giorni prima (sarà in realtà l'ultimo gol in Serie A della sua carriera). Al termine della stagione, il Bologna decide di esercitare l'opzione di riscatto della prima metà del cartellino dal Genoa.

#### Prestito al Levante e ritorno al Bologna
Il 30 gennaio 2013 il Levante ufficializza il suo ingaggio in prestito dal Bologna. Il 21 giugno seguente, in seguito alla risoluzione delle compartecipazioni avvenuta a mezzo buste, il Bologna (complice la busta vuota depositata dal Genoa) acquisisce l'intera proprietà del cartellino dell'attaccante. Nei successivi tre anni e mezzo mette insieme 56 presenze tra campionato e Coppa Italia, con 4 gol in Serie B; complessivamente con la maglia del Bologna sono 9 i gol segnati in 97 partite.

#### Ternana
Il 31 gennaio 2017, in seguito alla risoluzione contrattuale con la società emiliana, passa a titolo definitivo alla Ternana.

#### Sion
Il 26 luglio 2017 il Sion annuncia l'acquisto di Robert Acquafresca, svincolato dopo la breve parentesi (senza gol) alla Ternana. Durante le due stagioni in Svizzera collezionerà sette presenze e un solo gol in campionato.

#### Inattività e ritiro
Giunto alla seconda stagione consecutiva senza ingaggio, l'8 ottobre 2020 annuncia il suo ritiro dal calcio giocato durante un'intervista rilasciata al giornalista Vittorio Sanna.

### Nazionale
Ha vestito le maglie di tutte le nazionali giovanili italiane, dall'Under-17 all'Under-20. Con la Nazionale Under-21 ha esordito il 1º giugno 2007 in Italia-Albania (4-0), segnando il primo gol italiano. Ha realizzato la prima doppietta in Italia-Croazia, partita fondamentale per la qualificazione agli Europei disputata il 12 ottobre 2007 allo stadio Guido Angelini di Chieti. Nell'estate del 2008 è stato convocato nella Nazionale olimpica per le Olimpiadi di Pechino; nella prima partita della manifestazione segna contro l'Honduras. Infine, ha partecipato all'Europeo Under-21 2009, in cui ha messo a segno tre gol.
Avendo anche il passaporto polacco (la madre è polacca), gli era stata ventilata l'ipotesi di una sua possibile convocazione con la Polonia in vista dell'Europeo 2008, ma questa eventualità è stata rifiutata da Acquafresca in virtù della sua preferenza per gli azzurri e la speranza di poter giocare nella Nazionale maggiore; in ogni caso, la convocazione ufficiale da parte della Nazionale polacca non arrivò mai.

## Statistiche

### Presenze e reti nei club
| Stagione        | Squadra         | Campionato      | Campionato | Campionato | Coppe nazionali | Coppe nazionali | Coppe nazionali | Coppe continentali | Coppe continentali | Coppe continentali | Altre coppe | Altre coppe | Altre coppe | Totale | Totale |
| Stagione        | Squadra         | Comp            | Pres       | Reti       | Comp            | Pres            | Reti            | Comp               | Pres               | Reti               | Comp        | Pres        | Reti        | Pres   | Reti   |
| --------------- | --------------- | --------------- | ---------- | ---------- | --------------- | --------------- | --------------- | ------------------ | ------------------ | ------------------ | ----------- | ----------- | ----------- | ------ | ------ |
| 2005-2006       | Treviso         | A               | 8          | 0          | CI              | 0               | 0               | -                  | -                  | -                  | -           | -           | -           | 8      | 0      |
| 2006-2007       | Treviso         | B               | 35         | 11         | CI              | 1               | 0               | -                  | -                  | -                  | -           | -           | -           | 36     | 11     |
| Totale Treviso  | Totale Treviso  | Totale Treviso  | 43         | 11         |                 | 1               | 0               |                    | -                  | -                  |             | -           | -           | 44     | 11     |
| 2007-2008       | Cagliari        | A               | 32         | 10         | CI              | 2               | 2               | -                  | -                  | -                  | -           | -           | -           | 34     | 12     |
| 2008-2009       | Cagliari        | A               | 36         | 14         | CI              | 1               | 0               | -                  | -                  | -                  | -           | -           | -           | 37     | 14     |
| 2009-gen. 2010  | Atalanta        | A               | 12         | 1          | CI              | 2               | 1               | -                  | -                  | -                  | -           | -           | -           | 14     | 2      |
| gen.-giu. 2010  | Genoa           | A               | 10         | 2          | CI              | 0               | 0               | UEL                | 0                  | 0                  | -           | -           | -           | 10     | 2      |
| 2010-2011       | Cagliari        | A               | 37         | 8          | CI              | 2               | 1               | -                  | -                  | -                  | -           | -           | -           | 39     | 9      |
| Totale Cagliari | Totale Cagliari | Totale Cagliari | 105        | 32         |                 | 5               | 3               |                    | -                  | -                  |             | -           | -           | 110    | 35     |
| 2011-2012       | Bologna         | A               | 32         | 5          | CI              | 2               | 0               | -                  | -                  | -                  | -           | -           | -           | 34     | 5      |
| 2012-gen.2013   | Bologna         | A               | 6          | 0          | CI              | 1               | 0               | -                  | -                  | -                  | -           | -           | -           | 7      | 0      |
| gen.-giu. 2013  | Levante         | PD              | 13         | 3          | CR              | -               | -               | UEL                | 3                  | 0                  | -           | -           | -           | 16     | 3      |
| 2013-2014       | Bologna         | A               | 19         | 0          | CI              | 1               | 0               | -                  | -                  | -                  | -           | -           | -           | 20     | 0      |
| 2014-2015       | Bologna         | B               | 29         | 4          | CI              | 0               | 0               | -                  | -                  | -                  | -           | -           | -           | 29     | 4      |
| 2015-2016       | Bologna         | A               | 6          | 0          | CI              | 1               | 0               | -                  | -                  | -                  | -           | -           | -           | 7      | 0      |
| 2016-gen. 2017  | Bologna         | A               | 0          | 0          | CI              | -               | -               | -                  | -                  | -                  | -           | -           | -           | 0      | 0      |
| Totale Bologna  | Totale Bologna  | Totale Bologna  | 92         | 9          |                 | 5               | 0               |                    | -                  | -                  |             | -           | -           | 97     | 9      |
| gen.-giu. 2017  | Ternana         | B               | 6          | 0          | CI              | -               | -               | -                  | -                  | -                  | -           | -           | -           | 6      | 0      |
| 2017-2018       | Sion            | SL              | 6          | 1          | CS              | 2               | 4               | -                  | -                  | -                  | -           | -           | -           | 8      | 5      |
| 2018-2019       | Sion            | SL              | 1          | 0          | CS              | -               | -               | -                  | -                  | -                  | -           | -           | -           | 1      | 0      |
| Totale Sion     | Totale Sion     | Totale Sion     | 7          | 1          |                 | 2               | 4               |                    | -                  | -                  |             | -           | -           | 9      | 5      |
| Totale carriera | Totale carriera | Totale carriera | 288        | 59         |                 | 15              | 8               |                    | 3                  | 0                  |             | -           | -           | 306    | 67     |

### Cronologia presenze e reti in nazionale
| Cronologia completa delle presenze e delle reti in nazionale ― Italia olimpica | Cronologia completa delle presenze e delle reti in nazionale ― Italia olimpica | Cronologia completa delle presenze e delle reti in nazionale ― Italia olimpica | Cronologia completa delle presenze e delle reti in nazionale ― Italia olimpica | Cronologia completa delle presenze e delle reti in nazionale ― Italia olimpica | Cronologia completa delle presenze e delle reti in nazionale ― Italia olimpica | Cronologia completa delle presenze e delle reti in nazionale ― Italia olimpica | Cronologia completa delle presenze e delle reti in nazionale ― Italia olimpica |
| Data                                                                           | Città                                                                          | In casa                                                                        | Risultato                                                                      | Ospiti                                                                         | Competizione                                                                   | Reti                                                                           | Note                                                                           |
| ------------------------------------------------------------------------------ | ------------------------------------------------------------------------------ | ------------------------------------------------------------------------------ | ------------------------------------------------------------------------------ | ------------------------------------------------------------------------------ | ------------------------------------------------------------------------------ | ------------------------------------------------------------------------------ | ------------------------------------------------------------------------------ |
| 22-7-2008                                                                      | Pistoia                                                                        | Italia olimpica                                                                | 1 – 1                                                                          | Romania under 21                                                               | Amichevole                                                                     | -                                                                              | 59’                                                                            |
| 7-8-2008                                                                       | Qinhuangdao                                                                    | Honduras olimpica                                                              | 0 – 3                                                                          | Italia olimpica                                                                | Olimpiadi 2008 - 1º turno                                                      | 1                                                                              |                                                                                |
| 10-8-2008                                                                      | Qinhuangdao                                                                    | Italia olimpica                                                                | 3 – 0                                                                          | Corea del Sud olimpica                                                         | Olimpiadi 2008 - 1º turno                                                      | -                                                                              | 58’                                                                            |
| 13-8-2008                                                                      | Tientsin                                                                       | Camerun olimpica                                                               | 0 – 0                                                                          | Italia olimpica                                                                | Olimpiadi 2008 - 1º turno                                                      | -                                                                              | 70’                                                                            |
| 16-8-2008                                                                      | Pechino                                                                        | Italia olimpica                                                                | 2 – 3                                                                          | Belgio olimpica                                                                | Olimpiadi 2008 - Quarti di finale                                              | -                                                                              |                                                                                |
| Totale                                                                         |                                                                                | Presenze                                                                       | 5                                                                              |                                                                                | Reti                                                                           | 1                                                                              |                                                                                |

## Palmarès

### Nazionale
- Torneo di Tolone: 1

2008

### Individuale
- Selezione UEFA dell'Europeo Under-21: 1

Svezia 2009